# Inverness (Nova Scotia)
Inverness (gäl. Baile Inbhir Nis) ist eine Ortschaft am Sankt-Lorenz-Golf in Nova Scotia, Kanada. Die Ortschaft mit 1248 Einwohnern (Stand: 2016) wurde 1904 gegründet und liegt im Inverness County.

## Wirtschaft
Der wirtschaftliche Aufschwung der Gegend begann mit der Eröffnung der Kohlemine durch MacKenzie and Mann im Jahr 1890. Anfang des 20. Jahrhunderts wurde eine Eisenbahnverbindung nach Port Hastings gebaut um die Kohle abzutransportieren. Der Großteil der Kohle wurde nach Maine, Prince Edward Island und Europa exportiert. Weitere Minen in und in der Nähe von Inverness nahmen ihren Betrieb auf und trugen zu einem „Boom“ der Stadt bei. Einwanderer aus Europa strömten in die Gegend und veranlassten MacKenzie and Mann Häuser für seine Beschäftigten zu bauen. Nach dem Zweiten Weltkrieg stagnierte jedoch der Abbau, sodass bis 1958 alle Minen geschlossen wurden.
Nach Jahren der Stagnation setzt die Ortschaft ihr Hauptaugenmerk auf den Fischfang und den Tourismus.

## Söhne und Töchter von Inverness
- Allan MacEachen (1921–2017), Ökonom, Hochschullehrer und Politiker
- Onna White (1922–2005), Choreographin
- Al MacInnis (* 1963), Eishockeyspieler